# Bunnoïta
La bunnoïta és un mineral de la classe dels silicats. Rep el nom en honor del mineralogista Dr. Michiaki Bunno (1942-), director del Museu Geològic del Geological Survey del Japó fins a la seva jubilació l'any 2003, qui va contribuir al descobriment i a la descripció de diverses noves espècies minerals.

## Característiques
La bunnoïta és un silicat de fórmula química Mn₆2+AlSi₆O18(OH)₃. Va ser aprovada com a espècie vàlida per l'Associació Mineralògica Internacional l'any 2014. Cristal·litza en el sistema triclínic. És química i estructuralment similar a l'akatoreïta.
L'exemplar que va servir per a determinar l'espècie, el que es coneix com a material tipus, es troba conservat al Museu Nacional de la Ciència del Japó, amb el número de registre NSMM44106.

## Formació i jaciments
Va ser descoberta a la mina Kamoyama, situada a la localitat d'Ino, a la prefectura de Kochi (illa de Shikoku, Japó). Aquest indret és l'únic a tot el planeta on ha estat descrita aquesta espècie mineral.